# Law & Order (13.ª temporada)

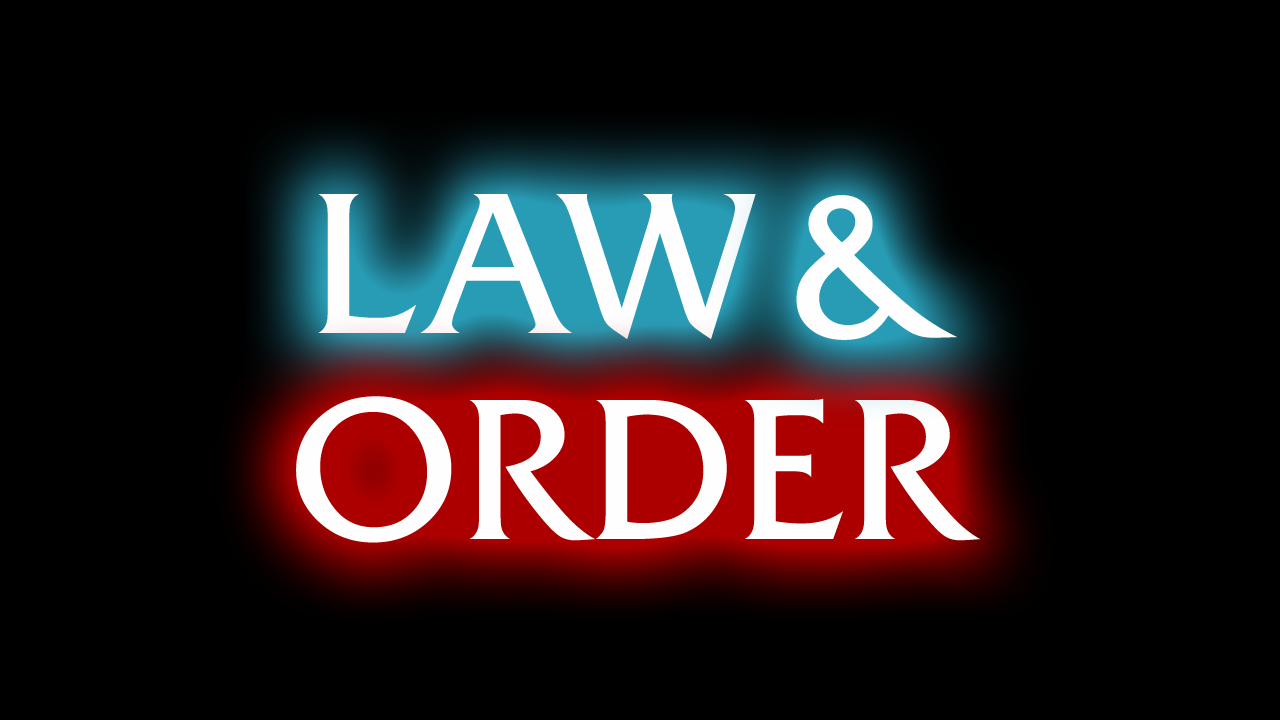
Logo da série.

A décima terceira temporada da série americana Law & Order foi exibida do dia 2 de outubro de 2002 até o dia 21 de maio de 2003. Transmitida pelo canal NBC, a temporada teve 24 episódios.

## Episódios
A denominação #T corresponde ao número do episódio na temporada e a #S corresponde ao número do episódio ao total na série

## Elenco

### Law
- Jerry Orbach - Detetive Lennie Briscoe
- Jesse L. Martin - Detetive Ed Green
- S. Epatha Merkerson - Tenente Anita Van Buren

### Order
- Sam Waterston - Jack McCoy
- Elisabeth Röhm - Serena Southerlyn
- Fred Dalton Thompson - Arthur Branch